# Crisis (serie de televisión)
Crisis es una serie de televisión dramática de suspenso y acción estadounidense que se emitió en NBC del 16 de marzo al 22 de junio de 2014 como parte de la temporada de televisión de Estados Unidos 2013-2014 y a mitad de temporada. La serie fue creada por Rand Ravich para 20th Century Fox Television. La serie está protagonizada por Dermot Mulroney, Rachael Taylor, Lance Gross, James Lafferty, Max Martini, Michael Beach, Stevie Lynn Jones, Halston Sage, Max Schneider, Joshua Erenberg y Gillian Anderson. Crisis se estrenó el 16 de marzo de 2014.
El 9 de mayo de 2014, a mitad de su primera temporada, NBC canceló Crisis. La cadena transmitió los episodios restantes a partir del 25 de mayo, y el final de la serie de dos horas se emitió el 22 de junio.

## Sinopsis
Durante un viaje de estudios, los estudiantes de Ballard High School, entre ellos el hijo del presidente, son las víctimas de una emboscada. Una crisis nacional comienza y el agente del Servicio Secreto, Marcus Finley se encuentra en el centro de la misma en su primer día en el trabajo. La agente del FBI, Susie Dunn también descubre que su «sobrina», la hija del CEO, Meg Fitch, es una de los estudiantes secuestrados.

## Elenco y personajes

### Principales
- Dermot Mulroney como Francis Gibson.
- Rachael Taylor como la agente especial Susie Dunn.
- Lance Gross como el agente especial del Servicio Secreto Marcus Finley.
- James Lafferty como el señor Nash.
- Max Martini como Koz.
- Michael Beach como William Olsen.
- Stevie Lynn Jones como Beth Ann Gibson.
- Halston Sage como Amber Fitch.
- Max Schneider como Ian Martínez.
- Gillian Anderson como Meg Fitch.

### Recurrentes
- David Andrews como el agente especial del Servicio Secreto Hurst
- John Allen Nelson como el Presidente de los Estados Unidos DeVore
- David Chisum como Noah Fitch
- Adam Scott Miller como Kyle DeVore
- Brandon Ruiter como Luke Putnam
- Shavon Kirksey como Sloan Yarrow
- Rammel Chan como Jin Liao
- Jessica Dean Turner como Dutton
- Mark Valley como el Director de la Agencia Central de Inteligencia Gabe Widener
- Rod Hallett como Dr. Jonas Clarenbach
- Joshua Erenberg como Anton Roth
- John Henry Canavan como Morgan Roth.

## Producción
NBC compró el guion de Rand Ravich con un piloto de prueba en agosto de 2012. En enero de 2013, NBC dio luz verde a la producción de un episodio piloto. Las escenas de la escuela secundaria Ballard fueron filmadas en Northside College Prep en Chicago. El 12 de mayo de 2013, la serie fue colocado en el horario de la red 2013-2014. Se estrenó el 16 de marzo de 2014.
El 1 de noviembre de 2013, después de la filmación se completó para el sexto episodio, la producción de la serie se puso en una pausa programada, una semana de duración. La pausa en la producción se atribuyó a los temores de que los episodios posteriores fueron virando demasiado lejos del tono del piloto, que recibió las primeras críticas muy positivos. Se suponía que el descanso que se utilizará para dar escritores tiempo para re-trabajo y secuencias de comandos para volver a filmar algunas escenas de episodios previamente terminados. El rodaje se reanudó más tarde.

## Episodios
| N.º | Título                                | Dirigido por       | Escrito por                             | Fecha de emisión original | Código de prod. | Audiencia (millones) |
| --- | ------------------------------------- | ------------------ | --------------------------------------- | ------------------------- | --------------- | -------------------- |
| 1   | «Pilot»                               | Phillip Noyce      | Rand Ravich                             | 16 de marzo de 2014       | 1AWN79          | 6,53                 |
| 2   | «If You Are Watching This, I Am Dead» | Peter Markle       | Rand Ravich                             | 23 de marzo de 2014       | 1AWN01          | 5,14                 |
| 3   | «What Was Done to You»                | Mark Piznarski     | Rand Ravich                             | 30 de marzo de 2014       | 1AWN06          | 4,34                 |
| 4   | «We Were Supposed to Help Each Other» | Fred Keller        | Rand Ravich                             | 6 de abril de 2014        | 1AWN02          | 4,47                 |
| 5   | «Designated Allies»                   | Christine Moore    | Far Shariat                             | 13 de abril de 2014       | 1AWN03          | 4,07                 |
| 6   | «Here He Comes»                       | Nick Gomez         | Sam Ernst y Jim Dunn                    | 20 de abril de 2014       | 1AWN04          | 3,73                 |
| 7   | «Homecoming»                          | Steven DePaul      | Erik Oleson                             | 27 de abril de 2014       | 1AWN05          | 4,01                 |
| 8   | «How Far Would You Go»                | Sarah Pia Anderson | Dawn DeNoon                             | 4 de mayo de 2014         | 1AWN07          | 3,61                 |
| 9   | «You Do Not Know War»                 | Joshua Butler      | Sam Ernst y Jim Dunn                    | 22 de mayo de 2014        | 1AWN08          | 2,94                 |
| 10  | «Found»                               | Mark Piznarski     | Morenike Balogun y Michael Sonnenschein | 1 de junio de 2014        | 1AWN09          | 3,88                 |
| 11  | «Best Laid Plans»                     | Eriq La Salle      | Erik Oleson y Dawn DeNoon               | 15 de junio de 2014       | 1AWN10          | 3,21                 |
| 12  | «This Wasn't Supposed to Happen»      | Constantine Makris | Far Shariat                             | 22 de junio de 2014       | 1AWN11          | 2,74                 |
| 13  | «World's Best Dad»                    | Mark Piznarski     | Rand Ravich                             | 22 de junio de 2014       | 1AWN12          | 3,04                 |

## Recepción

### Crítica
Crisis obtuvo una calificación de 63 sobre 100 en Metacritic basado en 28 críticas «generalmente favorables». En Rotten Tomatoes, se le dio una puntuación de 61% con una media de 6.8 sobre 10, basado en 31 opiniones.
Alessandra Stanley de The New York Times le dio una crítica positiva. Stanley escribió: «El piloto es excelente» y sugirió que la serie podría ser un nuevo 24, pero que «una serie centrada en un autobús lleno de estudiantes secuestrados y su destino, que se prolonga semana tras semana, fácilmente podría poner a prueba la paciencia de los espectadores». Tim Goodman de The Hollywood Reporter le dio una crítica negativa, calificándola de «tan plana como cualquier película de suspenso reciente en la televisión, en realidad más. Apenas hay una onza de credibilidad en ella. El reparto parece lamentable y la actuación no te llevará a la segunda hora».

### Audiencia
| N.º | Título                                | Fecha de emisión    | ÍA/CP (18–49) | Audiencia (millones) | DVR (18–49) | Audiencia DVR (millones) | Total (18–49) | Audiencia total (millones) |
| --- | ------------------------------------- | ------------------- | ------------- | -------------------- | ----------- | ------------------------ | ------------- | -------------------------- |
| 1   | «Pilot»                               | 16 de marzo de 2014 | 1,6/4         | 6,53                 | —           | —                        | —             | —                          |
| 2   | «If You Are Watching This, I Am Dead» | 23 de marzo de 2014 | 1,3/3         | 5,14                 | —           | 2,76                     | —             | 7,90                       |
| 3   | «What Was Done to You»                | 30 de marzo de 2014 | 1,1/3         | 4,34                 | 0,6         | 2,22                     | 1,7           | 6,56                       |
| 4   | «We Were Supposed to Help Each Other» | 6 de abril de 2014  | 1,0/3         | 4,47                 | 0,7         | —                        | 1,7           | —                          |
| 5   | «Designated Allies»                   | 13 de abril de 2014 | 1,1/3         | 4,07                 | 0,7         | 2,21                     | 1,8           | 6,28                       |
| 6   | «Here He Comes»                       | 20 de abril de 2014 | 0,9/3         | 3,73                 | 0,7         | 2,22                     | 1,8           | 5,95                       |
| 7   | «Homecoming»                          | 27 de abril de 2014 | 1,0/3         | 3,99                 | 0,6         | 2,03                     | 1,6           | 6,02                       |
| 8   | «How Far Would You Go?»               | 4 de mayo de 2014   | 1,0/3         | 3,61                 | —           | —                        | —             | —                          |
| 9   | «You Do Not Know War»                 | 25 de mayo de 2014  | 0,7/3         | 2,94                 | 0,8         | 2,24                     | 1,5           | 5.18                       |
| 10  | «Found»                               | 1 de junio de 2014  | 0,8/3         | 3,88                 | —           | —                        | —             | —                          |
| 11  | «Best Laid Plans»                     | 15 de junio de 2014 | 0,7/2         | 3,21                 | —           | —                        | —             | —                          |
| 12  | «This Wasn't Supposed to Happen»      | 22 de junio de 2014 | 0,5/2         | 2,74                 | —           | —                        | —             | —                          |
| 13  | «World's Best Dad»                    | 22 de junio de 2014 | 0,6/3         | 3,04                 | —           | —                        | —             | —                          |